# Hummer H2
Hummer H2 er en stor SUV, der blev markedsført af Hummer og bygget af AM General fra 2002 til 2009 baseret på en modificeret udgave af en GMT820 Chevrolet 2500 HD forende og en 1500 bagende. Det er en almindelig misforståelse, at den blev baseret på en Chevrolet Tahoe. Der blev også fremstillet en firedørs pickup med en bagsmæk, som blev introduceret i 2005 som "H2 SUT" (sport utility truck).
Den blev nomineret til North American Truck of the Year i 2003.

## Salgstal
I USA solgte bilen sammmenlagt over 150.000 eksemplarer.
| År    | Salgstal (USA) |
| ----- | -------------- |
| 2002  | 18.861         |
| 2003  | 34.529         |
| 2004  | 29.898         |
| 2005  | 33.140         |
| 2006  | 17.472         |
| 2007  | 12.431         |
| 2008  | 6.095          |
| 2009  | 600            |
| Total | 153.026        |